# Landerneau Kommando
Landerneau Kommando – kolaboracyjna grupa zbrojna złożona z Francuzów i Niemców pod koniec II wojny światowej.
Kommando zostało utworzone pod koniec kwietnia 1944 r. w Landerneau w okupowanej Bretanii. W jego skład wchodziło 18 Niemców i 10 Francuzów, wśród których kilku było bretońskimi nacjonalistami (René Le Hir, André Geffroy, Paul Le Reste, Hervé Botros). Część Francuzów była dezerterami z partyzantki. Na ich czele stał niemiecki oficer por. Herbert Schaad, podległy szefowi Gestapo w Rennes płk. Pulmerowi.
Zadaniem grupy było zwalczanie francuskiego ruchu oporu (maquis). Jej antypartyzanckie działania objęły okolice miejscowości Trégarantec, Rosnoen, Ploumordien. W walkach używano takich samych metod, jakie stosowali Maquis. Schwytani partyzanci byli najczęściej torturowani, a po wyciągnięciu od nich potrzebnych informacji, zabijani. Członkowie Kommando, w wyniku ofensywy alianckiej we Francji, w większości zbiegli do Niemiec.